# فرقة العمل فايكنغ
قوة العمل فايكنغ، والمعروفة أيضًا باسم قوة المهام المشتركة للعمليات الخاصة - الشمال (CJSOTF-N)، كانت قوة المهام المشتركة الأمريكية المسؤولة عن الجبهة الشمالية خلال الفترة الأولى من الغزو الأمريكي للعراق عام 2003 (الدوران الأول). قامت هذه القوة بتأمين كركوك والموصل وحقول النفط الشمالية؛ ومنعت 13 فرقة من الجيش العراقي من الدفاع عن بغداد أو تعزيز العمليات الدفاعية ضد القوات الأمريكية والبريطانية المتقدمة في الجنوب، وأحبطت الجهود التركية لتخريب كردستان.
أجرت فرقة العمل فايكنغ مهام مراقبة المدفعية والعمل المباشر والاستطلاع الخاص والحرب غير التقليدية من أجل تعطيل وتثبيت القوات العراقية المنتشرة على طول "الخط الأخضر"، وهو خط الترسيم الاسمي لعام 1991 بين المحافظات الشمالية الكردية في العراق والباقي الذي يسيطر عليه صدام حسين. وانتهت الحملة الأصلية لشمال العراق وفرقة العمل في 12 مايو 2003.

## خلفية
كانت قوة المهام المشتركة (CJSOTF-N) تتألف من وحدات القوات الخاصة التابعة للجيش الأمريكي، اللواء المحمول جواً 173، والمدفعية الميدانية 2-15، والمشاة 2-14 من الفرقة الجبلية العاشرة، وفريق الجراحة المتقدم 932 (FST)، وشركة الدعم الأمامي B، وكتيبة الدعم 528 (A)، وشركة A، والكتيبة التاسعة من العمليات النفسية، وجنود من كتيبة الاستخبارات العسكرية 142، واللواء 300 MI، من الحرس الوطني لجيش يوتا؛ وعناصر من كتائب الشؤون المدنية 96 و404 (العمليات الخاصة)؛ ومجموعة العمليات الخاصة 352 التابعة للقوات الجوية الأمريكية؛ ووحدة المشاة البحرية الاستكشافية 26 التابعة لسلاح مشاة البحرية الأمريكي؛ وقوات البيشمركة الكردية الأصلية. تمركزت جميع الوحدات الأمريكية في البداية في كونستانزا، رومانيا، بدءًا من فبراير 2003، باستثناء الوحدة 173 المتمركزة في فيتشنزا، إيطاليا، ووحدة المشاة البحرية السادسة والعشرون المتمركزة على متن مجموعة إيو جيما البرمائية الجاهزة في البحر الأبيض المتوسط. بلغ عدد أفراد قوة المهام، من أفراد العمليات التقليدية والخاصة، حوالي 5200 فرد، وكانوا تابعين لمركز العمليات المشتركة لقيادة العمليات الخاصة الأمريكية (USSOCOM JOC). وكان شعار قوة المهام "لا تنازل عن أي شيء".
واجهت قوة العمل فايكنغ، فرقتين من الحرس الجمهوري العراقي، ربما بما في ذلك الفرقة الآلية السادسة وفرقتين مشاة ميكانيكية وفرقة مدرعة وثماني فرق مشاة وميليشيا فدائيي صدام. ومن بين هذه الوحدات كانت الفرق الثانية والرابعة والسابعة والثامنة والسادسة عشرة والثامنة والثلاثين. كما كان على قوة العمل فايكنغ، أن تتعامل مع أنصار الإسلام وأنصار السنة ومقاتلي كاديك/حزب العمال الكردستاني غير النظاميين وكذلك مع التطلعات السياسية المستقبلية المتضاربة للفصائل الكردية المختلفة (الاتحاد الوطني الكردستاني والحزب الديمقراطي الكردستاني العراقي) والتركمان (جبهة التركمان العراقية) واليزيديين والقبائل العربية السنية.
في البداية، خططت قوة المهام للتسلل إلى شمال العراق عبر تركيا. إلا أن تركيا رفضت منح الإذن بغزو العراق من أراضيها أو عبر مجالها الجوي. فقام قادة التحالف، بدلاً من ذلك، بعملية تسلل معقدة وغير مباشرة عبر المجال الجوي الأردني، بدءًا من مساء 20 مارس/آذار 2003. عُرفت هذه العملية باسم "الطفل القبيح". كانت عملية "الطفل القبيح" أطول مهمة تسلل منذ الحرب العالمية الثانية، وأطول عملية تسلل لطائرة إم سي-130 كومبات تالون 2 في التاريخ.
بعد مناورات دبلوماسية مكثفة، سمحت تركيا أخيرًا للطائرات الأمريكية بالتحليق في أجوائها في 23 مارس.
سمح هذا لقوة العمل فايكنغ، بالتوسع إلى 50 وحدات العمليات الخاصة ألفا (ODAs). لتعزيز وحدات العمليات الخاصة في 26 مارس، نفذت الوحدة 173 هجومًا قتاليًا على مطار باشور، كجزء من عملية التأخير الشمالي، 40 ميل (64 كـم) شمال "الخط الأخضر". كان هذا أكبر هجوم جوي منذ الحرب العالمية الثانية. تولت الفرقة 173 مهمة تأمين باشور من المجموعة العاشرة من قوات الدفاع الجوي والبشمركة، واستلمت الدعم الجوي للفرقة الأولى من دروع المشاة في 7 أبريل، تلتها وحدة المشاة البحرية الاستكشافية السادسة والعشرون.
أدى حادث نيران صديقة بالقرب من بير داود يوم الأحد 6 أبريل 2003 إلى مقتل 18 عضوًا من قوة العمل فايكنغ، وإصابة 45 آخرين. أسقطت طائرة إف-15 قنبلة عن طريق الخطأ على موقع للقوات الخاصة الأمريكية وقوات البشمركة بدلاً من إسقاطها على الدبابة العراقية 1 ميل (1.6 كـم). وكان من بين المصابين وجيه بارزاني، شقيق مسعود بارزاني، زعيم الحزب الديمقراطي الكردستاني ورئيس إقليم كردستان العراق لاحقًا.
بعد تحرير كركوك في 10 أبريل/نيسان 2003 بفترة وجيزة، بدأت الحكومة التركية بإرسال قواتها الخاصة سرًا إلى كركوك. وكان من المقرر أن يقوموا، متنكرين في زي عمال إغاثة، بتدريب وتجهيز أعضاء الجبهة التركمانية العراقية لزعزعة استقرار كردستان وإعطاء تركيا ذريعة للتدخل بقوة "حفظ سلام" كبيرة. وقد تمكنت عناصر من الفرقة 173 بقيادة العقيد ويليام سي. مايفيل الابن من تحديد هوية الجنود الأتراك واعتراضهم، ورافقوهم عبر الحدود دون إطلاق نار.

## إنجازات تي إف فايكنغ
- عملية الطفل القبيح – 20-21 مارس 2003
- عملية التأخير الشمالي – 26-31 مارس 2003
- عملية مطرقة الفايكنج – 28-30 مارس 2003
- عملية سفاري الشمالية – 6-7 أبريل 2003
- تحرير كركوك – ١٠ نيسان ٢٠٠٣
- تحرير الموصل – ١٠ نيسان ٢٠٠٣
- تحرير تركيت – 13 أبريل 2003 [8]

قدمت القيادة الأولى للقوات الخاصة (المحمولة جواً) (المؤقتة) تحية تقدير لرجال الجو ومشاة البحرية وجنود قوة العمل فايكنغ، خلال حفل وضع حجر الأساس في ساحة النصب التذكارية بمقر قيادة العمليات الخاصة للجيش الأمريكي في 30 يونيو 2015. وقال الفريق تشارلز تي كليفلاند، القائد العام لقيادة العمليات الخاصة الأمريكية وقائد قوة المهام فايكنج: "نحتفل اليوم بحدث، لم أعتقد أن أيًا منا كان يعلم في ذلك الوقت أنه سيكون بهذه الأهمية أو المعنى كما سيصبح لاحقًا - وهو ما تعلمته غالبًا في مثل هذه الأمور".

## ملحوظات
1. ↑  Briscoe, Capt. Charles H. (2006). All Roads Lead to Baghdad: Army Special Operations Forces in Iraq. USASOC History Office, Department of the Army. ص. 117. ISBN:978-0-16-075364-0.
2. ↑  McCool, John (2005). Interview with Major David Harris, USAF نسخة محفوظة 20 January 2013 at Archive.is, Operational Leadership in the Global War on Terrorism. Combat Studies Institute, Ft. Leavenworth, Kansas.
3. 1 2  Robinson، Linda (2005). "Chapter 13: Viking Hammer (and the Ugly Baby)". Masters of Chaos: The Secret History of the Special Forces. Public Affairs. ص. 299. ISBN:978-1-58648-352-4.
4. ↑  "14th Transportation Battalion". transportation.army.mil. مؤرشف من الأصل في 2025-06-28. اطلع عليه بتاريخ 2024-08-16.
5. ↑  Schmitt، Eric؛ Dexter Filkins (12 مارس 2003). "THREATS AND RESPONSES: TURKEY; Erdogan, Turkish Party Leader, to Form Government as U.S. Presses for Use of Bases". New York Times. مؤرشف من الأصل في 2025-08-16. اطلع عليه بتاريخ 2008-12-16. American military does not yet have approval to use Turkish air bases or airspace for an attack on Iraq...
6. ↑  Bruni، Frank (22 مارس 2003). "A NATION AT WAR: ANKARA; Turkey Sends Army Troops into Iraq, Report Says". New York Times. مؤرشف من الأصل في 2025-08-16. اطلع عليه بتاريخ 2008-12-16. Turkish troops moved across the border into northern Iraq tonight, hours after the country's leaders announced that they had opened their airspace to American military planes bound for Iraq. Between 1,000 and 1,500 Turkish soldiers crossed into Iraq at Cukurca, in the far east of Turkey near where it borders both Iraq and Iran, Turkish military officials said
7. ↑  Ware، Michael (24 أبريل 2003). "The Turks Enter Iraq". Time magazine. مؤرشف من الأصل في 2003-04-25. اطلع عليه بتاريخ 2008-12-16. ...a dozen Turkish Special Forces troops were dispatched ... [to] Kirkuk [under] the pretext of accompanying humanitarian aid ... "We were waiting for them," says a U.S. paratroop officer... The 173rd Airborne commanders suspect an amalgam of local Turkoman parties under the banner of the Iraqi Turkoman Front (ITF) were to be used by the covert team to wreak havoc.
8. ↑  "Major combat over". The Age (بالإنجليزية). 15 Apr 2003. Archived from the original on 2025-01-23. Retrieved 2019-07-10.